# Synchiropus australis
Synchiropus australis es una especie de peces de la familia Callionymidae en el orden de los Perciformes.

## Hábitat
Es un pez de mar y de aguas profundas que vive hasta los 380 m de profundidad.

## Distribución geográfica
Se encuentra en el Pacífico occidental central: Australia.

## Observaciones
Es inofensivo para los humanos.